# Аншупа
Аншупа (англ. Anshupa Lake) — пресное озеро в восточной части Индии. Расположено на левом берегу реки Маханади. Находится в 40 километрах от города Каттак. Площадь озера — 2 км². Площадь водосбора — 16,6 км².
Здесь обитают 33 вида рыб, 3 вида креветок, 10 видов рептилий и 50 видов перелётных и местных птиц. На берегах озера произрастают бамбуковые и манговые деревья.

## География
Длина озера составляет примерно три километра, а ширина колеблется от 250 до 500 метров. Площадь водосбора — 5231 га. Количество деревень в водосборной зоне — 28.
Озеро Аншупа окружено двумя холмами. Холм Саранда — на западной стороне и холм Бишнупур на — северо-восточной стороне. В пределах этих двух холмов расположены деревни Бишнупур, Субарнапур, Мальбихарпур, Гадабаса и Кабалибади.
Ближайший аэропорт находится в 70 километрах, ближайшая железнодорожная станция — в 50 километрах, а ближайшая автобусная остановка Атагарх находится всего в 10 километрах. Озеро доступно к посещению в течение всего года.